# Ruhleben (Berlins tunnelbana)
Ruhleben är slutstationen för Berlins tunnelbanas linje U2 och ligger i stadsdelen Ruhleben, Berlin. Stationen skapades av svenska arkitekten Alfred Grenander och invigdes år 1929. Det finns planer på att förlänga linje U2 från Ruhleben till linje U7:s station Rathaus Spandau som redan är förberedd för två extra spår.

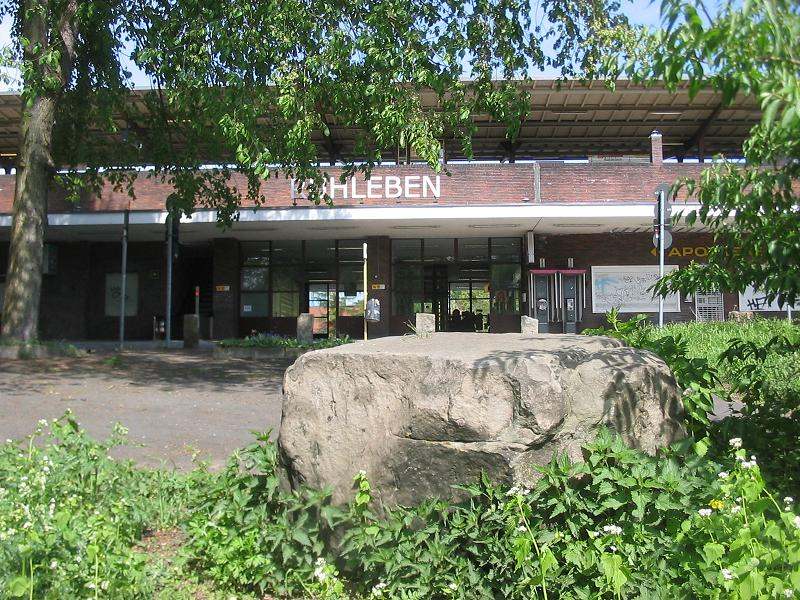
Entrén till Ruhleben
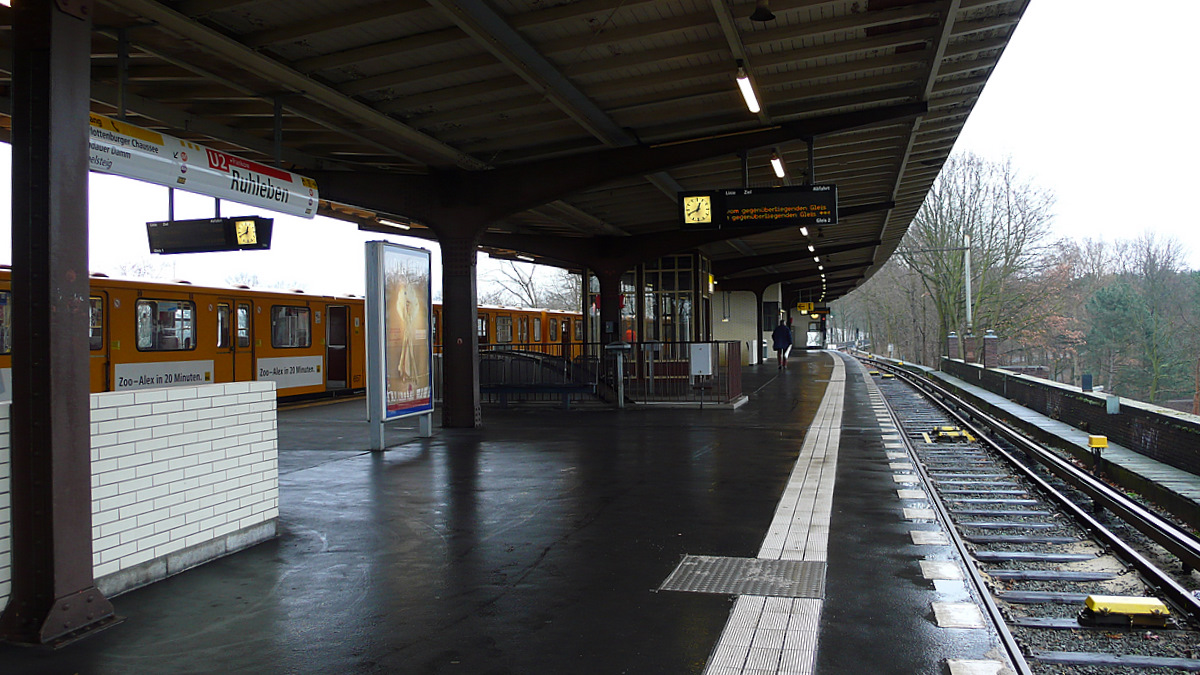
Perrongen